# Pierre Boyer de Latour du Moulin

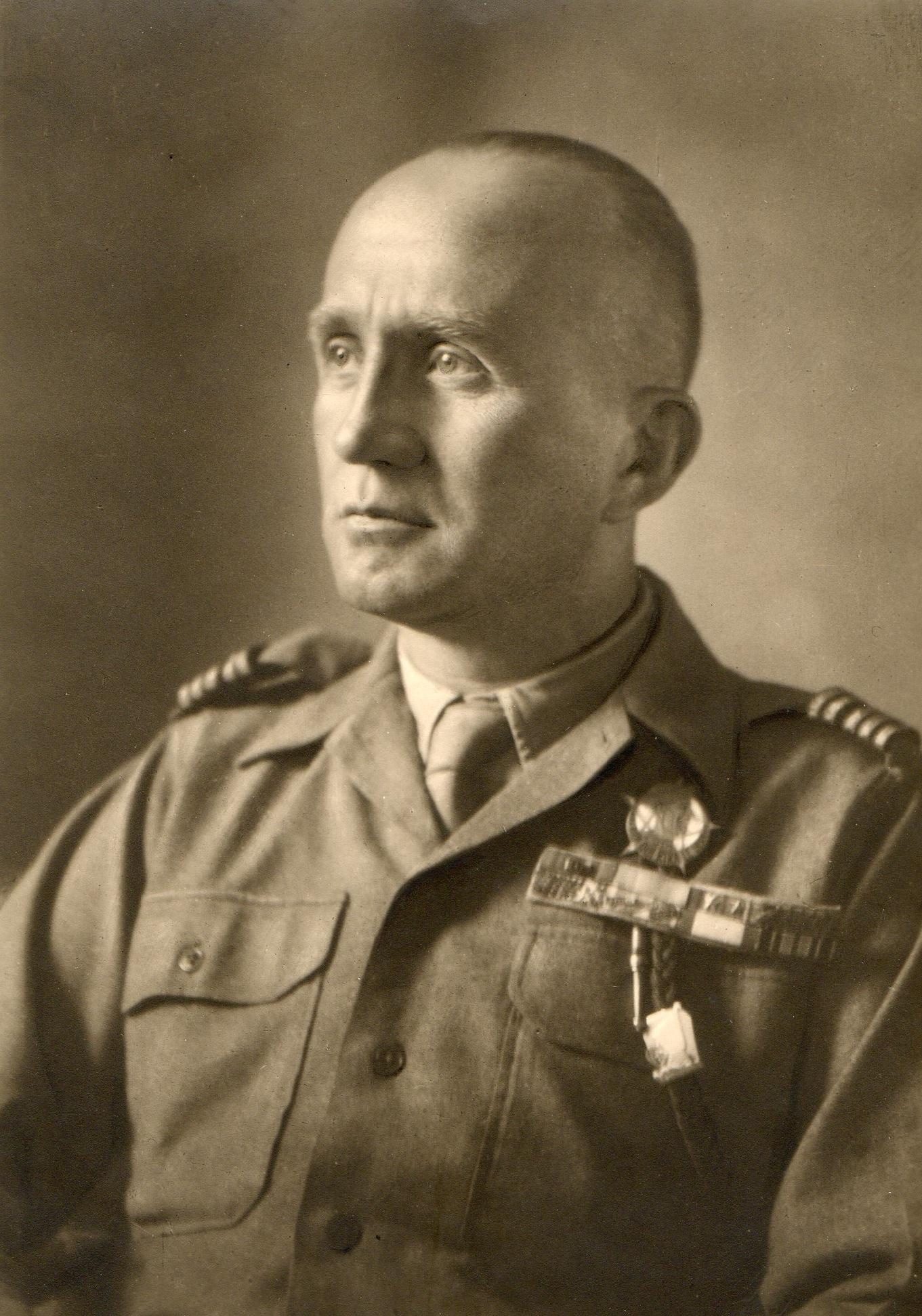
General Pierre Boyer de Latour du Moulin (1946)

Pierre Georges Jacques Marie Boyer de Latour du Moulin (* 18. Juni 1896 in Maisons-Laffitte; † 31. Januar 1976 in Paris) war ein französischer Offizier der Kolonialtruppe in Französisch-Nordafrika, zuletzt im Rang eines Général d’armée. Er kämpfte in beiden Weltkriegen, war Regionalbefehlshaber im Indochinakrieg sowie Generalresident in Tunesien und Marokko.

## Leben

### Karrierebeginn in Nordafrika, Weltkriege
Im Ersten Weltkrieg diente er zunächst in einem Dragoner-Regiment, bevor er sich in das 1. Regiment der marokkanischen Tirailleure (Tirailleurs marocains) versetzen ließ. Nach Kriegsende begann er eine Offizierskarriere, besuchte zunächst die Unteroffiziersschule Saint-Maixent und gelangte schließlich über Algerien nach Marokko. Hier verblieb er über zwanzig Jahre, in denen er an verschiedenen Militärunternehmungen zur „Befriedung“ des Landes teilnahm. Während dieser Zeit passte er sich der marokkanischen Kultur an und lebte mit einer Berberin zusammen, mit der er einen Sohn hatte. Unter Generalresident Charles Noguès wurde er Ende der 1930er-Jahre Mitglied der Kolonialregierung.

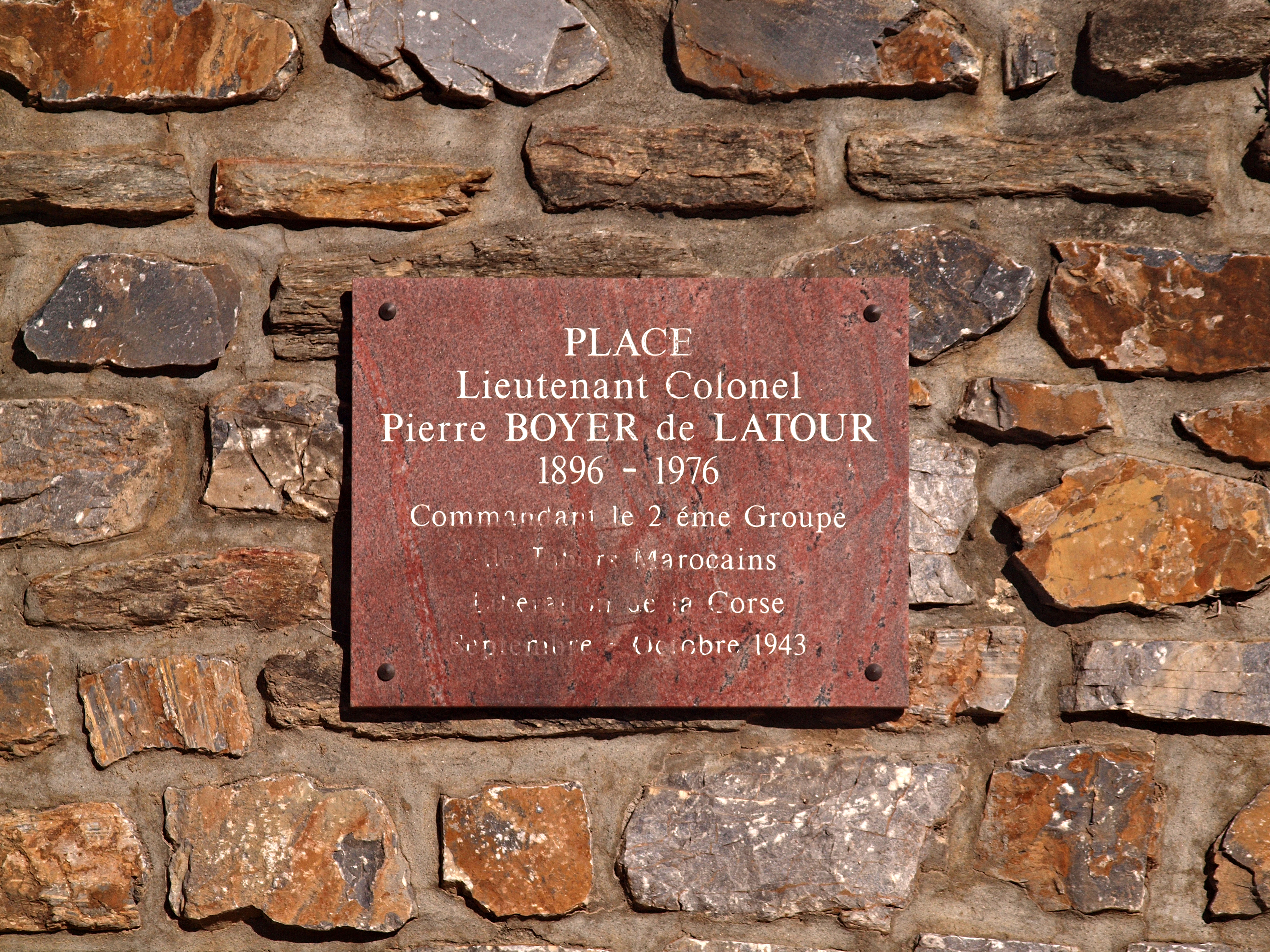
Gedenktafel in der korsischen Gemeinde Barbaggio, wo sich Boyer de Latours Verband im Kampf auszeichnete.

Zu Beginn des Zweiten Weltkriegs kommandierte er ein Bataillon des 4. Regiments der Tirailleurs marocains. Im weiteren Kriegsverlauf rekrutierte er für die freifranzösischen Streitkräfte einheimische Goumier-Einheiten und bildete aus diesen die von ihm geführte zweite Gruppe der Tabors marocains (2e GTM). Der Verband nahm am Tunesienfeldzug (1942/43), an der Befreiung Korsikas (Opération Vésuve, Ende 1943), an der Eroberung Elbas (Opération Brassard, Mitte 1944), sowie an der Landung in der Provence (Opération Dragoon, August 1944) teil. Als Teil der 1. Armee stießen die Truppen dann bis zum Rhein vor.

### Indochinakrieg
Im Jahr 1946 wurde Boyer de Latour zum Général de brigade befördert. Von 1947 bis 1949 war er im Krieg in Indochina im Einsatz. Im Februar 1948 löste er hier – zunächst interim, dann dauerhaft – Georges Nyo als Regionalkommandeur von Südvietnam ab, gleichzeitig unterstand ihm als Commissaire de la République für Cochinchina auch die Zivilverwaltung vor Ort. Er führte weitreichende „Pazifizierungsoperationen“  durch, bei denen die Truppen des südlichen Việt-Minh-Befehlshabers Nguyễn Bình erfolgreich zurückgedrängt wurden. Zur Unterstützung der französischen Kräfte ließ er in der Provinz Bến Tre die Unités mobiles pour la défense des chrétiens aufstellen, eine Miliz bestehend aus vietnamesischen Katholiken. Als seine wichtigste Leistung gilt die Entwicklung eines ausgeklügelten Überwachungs- und Verteidigungssystems entlang aller wichtigen Verkehrs- und Kommunikationswege im südlichen Vietnam. Dazu wurden in bestimmten Abständen Wachtürme und befestigte Positionen errichtet, um den Việt Minh die Bewegungsfreiheit im Hinterland zu nehmen und zu verhindern, dass isolierte Stellungen abgeschnitten werden konnten. Dieses System war zunächst relativ erfolgreich und wurde daher auch auf die nördlichen Gebiete ausgeweitet, versagte aber ab 1950, als die Việt Minh panzerbrechende Waffen aus China erhielten, gegen die die Wachtürme keinen Schutz boten.
Im September 1949 – zu einem Zeitpunkt als die französische Herrschaft in Indochina weithin als gesichert erschien – wurde er von General Chanson abgelöst und verließ Südostasien.
Nach der katastrophalen Niederlage an der Route Coloniale 4 nahe der chinesischen Grenze und dem Verlust der Provinz Cao Bằng wurde er jedoch im November 1950 wieder interimsweise nach Indochina zurückgeholt. Er ersetzte den abberufenen General Alessandri als Befehlshaber des nördlichen Vietnams und Commissaire de la République für Tonkin. Gleichzeitig wurde er auch militärischer Berater des neugegründeten profranzösischen Staates Vietnam und war in dieser Position maßgeblich an der Aufstellung der Vietnamesischen Nationalarmee beteiligt. Nach Ankunft des neuen Oberbefehlshabers Lattre de Tassigny Anfang 1951 verließ der an Dysenterie erkrankte Boyer de Latour Indochina; seinen Posten übernahm zunächst übergangsweise General Salan und dann General De Linares.

### Generalresident in Tunesien und Marokko
Boyer de Latour kehrte im Februar 1951 nach Marokko zurück und wurde hier für einige Monate stellvertretender Generalresident unter Alphonse Juin. Im Anschluss war er etwa zwei Jahre lang Militärbefehlshaber der französischen Besatzungszone in Österreich.
1954 wurde Boyer de Latour auf Empfehlung Juins zunächst Militärbefehlshaber und dann im November des gleichen Jahres (letzter) Generalresident in Tunesien. In dieser Position verhandelte er im Auftrag der Regierung Mendès France über die Autonomie des Landes. Im August 1955 legte er das Amt nieder, um Generalresident in Marokko zu werden. Er bekleidete dieses Amt allerdings nur bis zum November. Sowohl Tunesien als auch Marokko erlangten schließlich im März 1956 – gegen den Willen Boyer de Latours – ihre Unabhängigkeit.
1956 wurde Boyer de Latour – inzwischen in Algerien im Einsatz – zum Général d’armée befördert, noch im gleichen Jahr aber nach Veröffentlichung seines kritischen Werkes Vérités sur l’Afrique du Nord in den Ruhestand versetzt. Während der Endphase des Algerienkrieges sympathisierte er mit der Organisation de l’armée secrète und betrieb energisch Lobbyarbeit gegen die drohende algerische Unabhängigkeit.

### Späteres Leben
In den folgenden Jahren verfasste er weitere Werke, so De l’Indochine à l’Algérie : le martyre de l’armée française (1962), Le drame français (1963), Demain, la France (1965) sowie Cette année à Jérusalem: heur et malheur d’Israël (1968).
Im Jahr 1967 trat er bei den Parlamentswahlen als Kandidat im 17. Pariser Arrondissement an, konnte aber keinen Sitz erringen.
General Boyer de Latour du Moulin war Träger der Médaille militaire, des Großkreuzes der Ehrenlegion sowie des Croix de guerre mit 24 Bandauflagen. Er starb am 31. Januar 1976 im Alter von 79 Jahren in Paris.